# 中井王
中井王（なかいおう、生没年不詳）は、平安時代初期の皇族。官位は正六位上・豊前介。

## 経歴
正六位上の位階を有していたことから四世王以下とみられ、年代的に天智天皇あるいは天武天皇の後裔と考えられる。
仁明朝にて豊後介を務めるが、任期満了後も同国に留まると日田郡に私邸を構え諸郡に私営田を営んだほか以下の行状に及んだ。
- 思いのままに郡司や百姓に暴行を加えるために、官人も民衆も動揺して落ち着けない。
- 以前から、筑後国や肥後国等までうろつき回り、百姓を威圧して農業を妨害し、深刻な害悪を為している。
- 豊後国内で百姓から過去の未進分の税を徴収するにあたって、個人として貸し付けていた分も併せて徴収しようとするため、調庸の未進分に加えて私物を収納するためその利息は倍にもなっている。

そこで、承和9年（842年）豊後国司は延暦16年（797年）に出された格 に基づいて、中井王を郷里に帰還させるように言上する。これを受けて、太政官は恩赦により中井王の罪を赦し、本拠地に戻すこととした（この時の中井王の位階は正六位上）。私営田領主となり、九州地方北部一円に勢力を拡大した中井王の活動について、10世紀以降に顕著となる武士団の活動に先行するものとの評価がある。
文徳朝の仁寿3年（853年）従五位下に叙爵し、斉衡3年（856年）清原益吉とともに文室真人姓を与えられた仲井王は同一人か。益吉は舎人親王の子孫と推定され、同時に賜姓を受けている中井王も同族と考えられる。
豊後国で勢力を有したことおよび仲井王と同一人物とした場合の清原氏との関係から、豊後清原氏を中井王の後裔とする説がある。また、豊後大蔵氏の祖先とする伝承もある（中井王の子に大蔵永弘を繋げる）。